# Гіт Леджер
Гі́ткліфф (Гі́т) Е́ндрю Ле́джер (англ. Heathcliff Andrew "Heath" Ledger; 4 квітня 1979 — 22 січня 2008) — австралійський актор. Здобув відомість завдяки ролі Джокера у фільмі «Темний лицар» від режисера Кристофера Нолана. Другий актор в історії (після Пітера Фінча), нагороджений премією «Оскар» посмертно.

## Біографія
Гіткліфф Ендрю народився 4 квітня 1979 року у Перті, що у Західній Австралії. Його мати, педагог Саллі Рамшоу, викладала французьку мову. Вона походила з відомого шотландського клану Кемпбел і була великим романтиком — навіть ім'я своїм дітям дала на честь героїв роману Емілії Бронте «Грозовий перевал»: старшій дівчинці Кетрін, а молодшому хлопчикові — Кліфф, проте всі рідні і близькі їх кличуть Кейт і Гіт. Батько ж майбутнього актора Кім, продовжував сімейну справу — працював інженером на сталеливарному заводі «Engineering Foundry», а вільний час віддавав улюбленій справі — автоперегонам.
Гіт має англійське, ірландське та шотландське походження - пращури Гіта приїхали до Австралії з Великої Британії. Завдяки родині батька прізвище Леджер було тут досить відомим — окрім заводу, який постачав більшу частину сировини для трубопроводу Калгурлі, ще прославився й прадід Кліффа — сер Френк, який свого часу допомагав університетам, організовуючи виступи відомих лекторів та сплачуючи додаткові стипендії обдарованим студентам — ім'я прадіда зараз носить один із благодійних фондів.
Здобував освіту у початковій католицькій школі «Mary's Mount Primary School» в Гусберрі Гілл, а згодом вступив до Гілдфордської гімназії для хлопчиків, де впродовж наступних 10 років воював із підручниками. Тут же на території закладу Гіт залюбки вчився поводитися з кіньми. Крім того, на величезних просторах гімназії була можливість отримати перший досвід у веслуванні на річці Сван, і навіть просто поплавати у басейні олімпійського розміру. Крім того, був гімназійний хор — діти співали у капелі Святої Марії і Святого Георгія. Але, на відміну від всіх інших дітей фермерів, які тільки й любили постріляти та мріяли швидше взяти в руки справжню зброю, Гіту найбільше подобалося грати в шахи, за що він неодноразово отримував нагороди. Улюблені футбол, крикет та хокей забирали чимало часу і приносили свої лаври — в дитинстві йому пророкували чудову кар'єру в хокейному спорті.
У вільний час ходив із батьком на риболовлю та допомагав йому поратися з гоночними авто, а згодом так захопився батьківським хобі, що навіть сам вирішив спробувати їздити і таки завоював декілька титулів на чемпіонатах із перегонів на спортивних автомобілях. Тож, згодом, навіть коли батьки розлучилися, часто бачився з батьком і залюбки проводив із ним час.
В Гілдфордській гімназії здобув і свій перший акторський досвід. Коли він вперше побачив виступ у постановці своєї старшої сестри, то був настільки враженим, що вирішив будь-що спробувати й себе на сцені — так отримав роль Пітера Пена в одній із постановок. Театр захопив Гіта, і опираючись протистоянню деяких вчителів, він все більш наполегливо домагався свого. Хоча тоді ще ніяк не пов'язував свою майбутню професію з театром — він просто любив сцену і навіть почав захоплюватися танцями, але згодом захоплення переросло у дещо більше.
Поки ще не визначився остаточно з вибором професії, самокритично оцінюючи свої можливості і не покладаючи на них особливої надії, він домовився з агентом сестри, що той при нагоді шукатиме роботу й для нього. Так, у 1992 році він вперше отримав хоч і зовсім невеличку, але справжню роботу в кіно — у фільмі «Клоунада» (Clowning Around), де зображував малого Ерні Дінґо, який втік від батьків, щоб приєднатися до цирку. А рік по тому вдалося знятися ще й у кількох епізодах серіалу «Корабель біля берега» (Ship To Shore), зйомки якого саме проходили в Перті.
У 1995 році сів за книжки і достроково склав іспити, аби швидше закінчити базову освіту і серйозніше зайнятися своєю акторською кар'єрою. Після того, зі своїм найліпшим другом дитинства Тревором ДіКарло, вирушає до Сіднею, перетнувши для цього із заходу на схід весь материк і подолавши 3200 кілометрів.
У Сіднеї вони разом ще з одним товаришем ділили на трьох квартиру і шукали кожен свою долю. Досить швидко отримав роботу в серіалі про олімпійських чемпіонів «Піт» (Sweat), де зіграв велосипедиста. Найцікавіше те, що саме в цьому фільмі він вперше зіграв гомосексуала — оскільки до цього на австралійському телебаченні ніколи не з'являлися геї, то Гіта просто не могли не помітити і відразу запропонували роботу в одному із найуспішніших в Австралії телешоу «Вдома і в гостях» (Home and Away) та роль середньовічного воїна Конора у фентезійному серіалі «Рев». Також отримав невеличку роль в австралійському фільмі «Чорна скеля» (Blackrock) про школяра, який стає свідком насильства і вбивства та змушений тримати рота на замку, аби не зрадити своїх друзів.
Серіал особливого успіху не здобув, але дав можливість Гіту отримати неабиякий досвід виконавця головної ролі, а також його помітили боси Голлівуду і запропонували стати клієнтом престижної американської агенції. Хоч з агенцією справи не склалася, та у Гіта з'явилися перші прихильниці.
1999 року Гіту запропонували роль в американській підлітковій комедії «10 речей, які я в тобі ненавиджу» (10 Things I Hate About You) знятій за мотивами п'єси Шекспіра «Приборкання норовливої». Гіт взяв участь у цьому проєкті — хоч такий жанр йому і не подобався, проте він вирішив не сидіти без діла, оскільки не мав на той час інших пропозицій.
Пізніше, того ж року, Гіту запропонували головну роль у картині «Пальці віялом» (Two Hands) знаменитого австралійського режисера Грегора Джордана — за сюжетом дрібний бандит Джиммі із передмістя Сіднею, який марить успіхом у злочинному світі, вплутується в халепу із гангстерами та законом. Цей фільм виявився досить сильним і яскравим у творчому здобутку молодого актора — таким собі австралійським варіантом гангстерсько-бандитського «Карти, гроші…» Гая Річі. Героя Гіта тут можна читати як книгу — спочатку він нахабний, потім виглядає заляканим, але завжди сором'язливим і незграбним поруч із чарівною Алекс у виконання юної акторки Роуз Бірн.
Після тривалих пошуків і серії невдалих спроб Гіту нарешті дуже сильно поталанило — його було обрано серед двох сотень кандидатів на роль сина героя Мела Гібсона в історичній драмі «Патріот» (The Patriot) Роланда Еммеріха. Герой Гіта кидає виклик батькові та йде битися на боці революціонерів — ця роль ніби була створена для нього, Гіт разом зі своїм героєм Ґебрієлом, перетворювався з впертої дитини на дорослого чоловіка. Фільм зібрав у світі понад 200 мільйонів доларів, отримав три номінації на Оскар та цілу низку інших престижних відзнак кінематографу. Одну з нагород фільму приніс і Гіт — за версією «Blockbuster Entertainment Award» він став улюбленцем публіки серед дебютантів.
Це був справжній успіх для молодого актора — тепер він опинився в центрі уваги: його майстерність помітили критики, шарм і чарівливість сподобалися жінкам. Гіту стали пропонувати відоміші і цікавіші роботи — розпочався новий період його життя. Єдиним недоліком такої уваги стала настирливість журналістів і папараці. Гіта засуджували за куріння, називали політично некоректним, а після того, як «відкопали», що на зйомках «Реву» Гіт зустрічався зі старшою за нього на 17 років партнеркою Лізою Зейн, сестрою Біллі Зейна, у Гіта взагалі зникли сподівання на спокій, тому він повністю віддався улюбленій справі, маючи сподівання, що рано чи пізно настирлива жовта преса дасть йому спокій.
Наступною роботою Гіта став комедійно-історичний фільм Браяна Гелґеленда «Історія лицаря» (A Knight's Tale). Хоч Гіт у ролі зброєносця, який вирішує взяти участь у змаганнях під виглядом свого померлого господаря, виглядав зовсім не кумедно, у світі це попкорнове кіно знайшло чимало прихильників і навіть отримало кілька нагород.
Під час зйомок «Історії лицаря» у Празі Гіт познайомився з гламурною світською левицею Гізер Грехем, яка була на 9 років старшою за нього — вона в той час саме знімалася у фільмі «З пекла» (From Hell) з Джоні Депом. Їх романтичні стосунки швидко закінчились, але надали нових сил бульварній пресі.
Гіт залишався на гребені хвилі популярності, яка принесла йому одразу дві драматичні ролі. Спочатку було укладено контракт на зйомки «Бал монстрів» (Monster's Ball / Le Bal du monstre), де його роль була хоч і невеликою, але досить цікавою своєю психологічною складністю. Гіт мав зображати Соні Гротовськи — вразливого сина тюремного ката, який змушений працювати на жахливій роботі і в майбутньому має замінити батька на його посаді, але не витримавши такого життя, його герой після страти одного із в'язнів накладає на себе руки і тим самим змушує батька стати на шлях спокути. В такому новому для Гіта амплуа він показав себе як справжній актор, спроможний грати різнопланові ролі. В результаті досить посередній фільм здобув один єдиний «Оскар», котрим вперше за всю історію цієї премії було нагороджено темношкіру акторку Геллі Беррі (Голі Бері), що підняло цілу дискусію серед критиків та кіноманів щодо неоднозначності цього нагородження.
В цей самий час до Гіта звернувся Веслі Бентлі з пропозицією зайняти місце Джуда Лоу, який через нестачу часу не міг розпочати роботу. В результаті Гіт вкотре з'явився в історичному фільмі — він отримав головну роль офіцера Гаррі Фавершема в екранізації Шекгара Капура роману «Чотири пера» (The Four Feathers) А. Мейсона. За сюжетом герой Гіта спочатку заплямував свою честь відставкою напередодні виряджання його полку на війну до Африки, за що друзі й навіть наречена (Кейт Гадсон) вважали його зрадником, а потім відважно відстоював своє чесне ім'я в самостійній війні задля визволення з полону друзів. На зйомках актор вразив колег своєю відвагою виконуючи абсолютно всі трюки без допомоги дублерів, що, на жаль, не надто допомогло фільму стати успішним. Хоч варіант Капура виявився й кращим за попередні спроби екранізації цього роману, все ж у ньому були недоліки, та ще на додачу з різних причин прем'єра стрічки відклалася майже на рік, що остаточно поховало будь-які сподівання на успіх.
Влітку 2001 року після розриву своїх стосунків із Хізер Грем, Гіт повернувся до Крістіни Каучі і жив із нею у західному Нью-Йорку, поки робота не закинула його до Риму — на зйомки у фільмі вже знайомого по «Історії лицаря» режисера Брайана Гелгеленда — цього разу це був низькосортний трилер на релігійну тематику «Пожирач гріхів/The Sin Eater» (він же «Порядок/The Order»). За сюжетом герой Гіта — член таємного ордену, який вирушає в Рим для розслідування серії схожих між собою вбивств і смерті голови ордену і в результаті відкриває одну із жахливих таємниць церкви. Незважаючи на деякі цікаві моменти майже весь фільм виглядав настільки дурнуватою пародією, що після тестового перегляду, на якому глядачі від деяких сцен реготали, фільм було вирішено затримати і перезняти перед прокатом, що йому, втім, мало допомогло.
Після зйомок у Гелґеленда Гіт повертається до Австралії для зйомок у фільмі «Банда Келлі» (Ned Kelly) ще одного знайомого йому режисера Грегора Джордана. Це стало причиною розриву стосунків із Крістіною Каучі, але Гіт дуже швидко втішився в обіймах партнерки по фільму Наомі Воттс, з якою вони були знайомі ще з серіалу «Вдома і в гостях», і, знову ж таки, старшою за нього на 11 років. Це не могло пройти непоміченим для жовтої преси, а успіх фільму «21 грам», за який Наомі отримала «Оскар» з новою силою приманила до пари папараці. Натомість «Банда Келлі» привернула увагу здебільшого жителів Австралії. Історія героя Гіта — мешканця Австралії, ірландця за походженням, який через утиски з боку британської поліції змушений стати на шлях злочину і очолити банду, була написана за реальними подіями і відзначалась непоганим сценарієм та режисерською роботою, до того ж партнерами Гіта в цій картині стали вже відомі зірки Орландо Блум і Джеффрі Раш. Проте, не зважаючи на всі плюси фільму, на жаль, він не отримав належного інтересу в американських прокатників, потрапивши лише на обмежену кількість екранів, через що втратив більшу частину свого потенціалу.
Гіт тим часом вперше продемонстрував бажання перебирати пропозиції і відмовився від чергової «нетрадиційно орієнтованої» ролі, чим вразив усіх причетних до кінобізнесу, оскільки йшлося не про нікому не відому малобюджетну драму, а про головну роль Олександра Македонського в блокбастері Олівера Стоуна «Олександр». Зрештою передчуття Гіта не підвели, оскільки фільм був нещадно розкритикований, добряче попсував кар'єру Коліну Фарреллу, який зрештою замінив Гіта, і ледь зміг повернути свій бюджет.
Натомість Гіт вирішив урізноманітнити фільмографію різноплановими ролями. Так, у фільмі «Королі Догтауна» (Lords of Dogtown) режисера Кетрін Гердвік актор створив образ Скіпа, лідера команди скейтбордистів, який виховав кілька спортивних талантів, допоміг їм зійти на вершину слави, але в результаті сам залишився ні з чим. Потім Гіт знявся разом із Метом Деймоном у фентезійному фільмі про фальшиві чари і магію відомого режисера Террі Ґілліама «Брати Грімм» (The Brothers Grimm), де зіграв старшого, хоч сам молодший за Деймона, і серйознішого з братів, хоч у реальному житті вдачею більш близький до характеру молодшого. Це була не єдина недоладність фільму, через що стрічка, на яку покладали досить високі надії, їх зрештою не виправдала. Тут зіграли роль відразу кілька факторів — від недоладного сценарію до проблем із фінансуванням, що просто не могло не призвести до такого фіналу.
У цей час до Гіта звернувся Анг Лі з пропозицією зіграти ковбоя-гомосексуала Енніса Дель Мара у фільмі «Горбата гора» (Brokeback Mountain), екранізації розповіді Пулітцерівського лауреата Ені Пру. Спочатку Гіт не виявив бажання вплутуватись ще в одну нетрадиційну стрічку, але все ж дав почитати сценарій Наомі Воттс і та вмовила його прийняти виклик. Актор погодився на зйомки і згодом Воттс дуже сильно пошкодувала про свої поради: стосунки Гіта і його екранної дружини Мішель Вільямс у житті склалися набагато краще, аніж у кіно — Гіта і Мішель пов'язали не лише палкі почуття, у пари навіть народилася донька Матильда Роуз.
На вимогу акторів режисер зрештою був змушений прибрати з готового фільму майже всі сцени оголення, але цілуватися Гіту і його екранному партнерові Джейку Джиленгаалу все ж довелося. Гіт розповідав, що саме для цього фільму, вперше за всю його кінокар'єру, йому рекомендували «накачатися» алкоголем, щоб було легше перейти межу — може через це в результаті поцілунок вийшов такий палкий, що Гіт зламав своєму екранному коханню носа. Але страждання не були марними — в моду в США входила політкоректність, тому приз нью-йоркських кінокритиків найкращому акторові та величезна кількість номінацій (у тому числі на Оскар, три з яких фільм у результаті виграв, і Золотий глобус — їх було отримано чотири) остаточно поставили Гіта в ряд найбільш відомих молодих акторів із блискучим майбутнім.
Не зважаючи на такий успіх свого гомосексуального образу актор досить швидко повернувся до гетеросексуального іміджу героя-коханця, зігравши головну роль у сучасній інтерпретації відомого Джакомо Казанови у фільмі «Казанова» (Casanova) режисера Лассе Галлстрьома. Спеціально для цієї ролі Гіт навчився їздити на Гондолі, а взагалі роботу у Венеції сприймав як відпочинок на курорті від надокучливих репортерів, яких після «Горбатої гори» страшенно цікавили подробиці його життя. Хоч у стрічці від образу великого спокусника залишилося, фактично, лише ім'я та й сама стрічка була досить поганенькою, про що свідчить її найбільша нагорода за найкращий трейлер, Гіт після цієї ролі отримав схвальну оцінку газети «Нью-Йорк Таймс» за те, що впродовж одного року встиг зіграти стільки різних героїв.
Після успіху «Горбатої гори» Гіт остаточно взяв свою кар'єру у власні руки, абстрагувавшись від потреб «фабрики мрій» — він не лише віддав свій талант у руки незалежних режисерів для роботи над неоднозначними стрічками, а й сам став режисером, щоправда, для початку лише відеокліпів, і започаткував нову студію Masses Music. В майбутніх планах у нього були зйомки документального фільму про британського співака Ніка Дрейка, який помер у віці 26 років через передозування антидепресантів. Якби ж тоді хтось знав, чим закінчаться ці плани і які жахливі збіги будуть у них із реальним життям. Але поки що у Гіта справи лише починали йти в гору.
У наступному фільмі «Кенді» (Candy) австралійського режисера Ніла Армфілда, знятому за книгою Люка Девіса, Гіту довелось перевтілитися в поета Дена, в житті якого всього дві пристрасті — дівчина Кенді (у виконанні Еббі Корніш) та героїн. Готуючись до ролі, Гіт з Еббі знайомилися зі справжніми наркоманами, аби досконало увійти в образ. Це був один із небагатьох фільмів, де Гіт розмовляв із рідним австралійським акцентом, який до того часу можна було почути від нього лише в реальному житті, і єдиний фільм, який зачепив болючу для Гіта тему наркоманії — в бульварних таблоїдах неодноразово приписували актору наркотичну залежність від кокаїну та героїну, говорили навіть, що він таємно проходив реабілітацію в клініці, хоча жодного безсумнівного доказу цьому так і не було.
Другим «неголлівудським» фільмом стала екранізація біографії відомого американського співака Боба Ділана «Мене там нема» (I'm not There), де Гіт зіграв одного з вигаданих героїв — втілень епізодів життя Ділана. Абсолютно позаформатний фільм був дуже високо оцінений критиками, багато з яких назвали його найкращим фільмом року, навіть кіноакадемія його номінувала, але не підтримала, на премію за найкращу другорядну роль. Але стрічка виявилася занадто неправильною для кінобізнесу, через що зібрала в прокаті всього кілька мільйонів доларів, фактично потрапивши до категорії так званого «артхаусу». В роботі над нею Гіт вперше зустрівся зі своїм майбутнім екранним ворогом Крістіаном Бейлом.
Ця історія якщо і не ввійде до хронік кіно, то дуже надовго запам'ятається усім причетним до нього особам. Режисер Крістофер Нолан дуже давно хотів зняти Гіта в одному зі своїх фільмів, тому відразу звернувся до нього з пропозицією ролі Джокера для продовження свого фільму «Бетмен: Початок» 2005 року. Хоч проби проходили Едрієн Броді, Пол Беттані, Робін Вільямс і навіть Стів Керелл, зрештою вибір режисера було затверджено ще раніше, аніж проголошено офіційно про початок роботи над продовженням. Для того, щоб найкраще продумати образ, адже режисер дав актору повну свободу дій у його створенні, Гіт на місяць зачинився в номері готелю з кількома фільмами, серед яких був і відомий «Механічний апельсин» Стенлі Кубрика, та почав відпрацьовувати голос, сміх і манери свого героя, ретельно занотовуючи в щоденник усі думки. Після закінчення цього добровільного заслання Гіт вийшов на знімальний майданчик і показав все, на що був здатен.
До образу додались і особисті проблеми, адже його наречена Мішель пішла від нього та забрала з собою доньку. За чутками приводом стала наркотична залежність Гіта, але враховуючи його історію стосунків із таблоїдами їм вже було мало віри. Так чи інакше у нього почалась депресія — він став тинятися нічними клубами, змішуючи антидепресанти з алкоголем. Усі друзі сподівались, що це тимчасова невеличка проблема, яка часто буває у голлівудських зірок, аж поки не грянув грім — 22 січня 2008 року Гіта знайшла непритомним у його спальні прибиральниця. Невідомо чому вона зателефонувала не до служби порятунку, а до охоронців одної з подружок, через що рятувальники приїхали майже через годину, коли їм залишалося лише констатувати смерть одного з найперспективніших молодих акторів Голлівуду. Через деякий час, після кількох слідчих процедур було офіційно оприлюднено причину смерті — фатальний вплив на організм суміші з шести одночасно прийнятих лікарських препаратів — снодійної, антидепресивної та знеболювальної дії. Кіносвіт завмер від шокуючої звістки — кілька днів і навіть тижнів деякі не вірили, що вона правдива, що це не чергова вигадка жовтої преси. Безглузда смерть актора була настільки неочікуваною для всіх, що навіть сам актор, як виявилось, не встиг переписати заповіт, хоч щось виділивши зі свого спадку маленькій доньці.
Нова його робота під назвою Темний лицар (The Dark Knight) на той час знаходилась на стадії монтування, але в ній хоч були відзняті усі потрібні сцени, другий же фільм «Імаджинаріум доктора Парнаса» (The Imaginarium of Doctor Parnassus), над яким Гіт працював у співробітництві знову ж таки зі знайомим режисером Террі Ґілліамом, лише почав зніматись. Зрештою було прийнято рішення використати особливість сюжету, за яким герой Гіта кілька разів проходить через чарівне дзеркало — згідно з новим задумом він повністю змінюється, і грати його будуть по черзі Джонні Депп, і, гірка іронія долі, Колін Фаррел, який вже його раз замінив в «Олександрі», та Джуд Лоу, якого заміняв в «Чотирьох перах» сам Гіт. Свої гонорари від цих ролей актори вирішили перерахувати доньці Гіта.
Тим часом на екрани вийшла шоста частина «бетменіани» — друга, якщо обмежуватись виключно серією Нолана. На планеті вибухнула кінобомба — до неабияких характеристик першої частини ноланівської вже тепер дилогії та чудового акторського ансамблю додався сумний ореол «приреченого фільму», як свого часу було з «Вороном» Брендона Лі та «Грою смерті» його батька Брюса Лі, котрий теж помер, за офіційною версією, від реакції на таблетку знеболювального препарату. Але ці фактори не могли б вплинути на збори чи відгуки глядачів, якби не була неймовірно виконана роль Джокера, котра підтвердила істину «Перед тим, як згаснути, зірки спалахують найяскравіше». Навіть відомі своїм негативним ставленням до коміксів та фільмів по них критики, які вкотре розкритикували фільм, схвально відмітили при цьому талант Гіта. А сам фільм вже поставив кілька десятків рекордів, як фінансових, так і в оцінках критиків та глядачів, поставши найкращим пам'ятником черговому молодому таланту, про якого ми вже ніколи не дізнаємось, яких ще висот він міг би досягти в майбутньому.

Гіт Леджер у ролі Джокера

## Цікаві факти
- Спочатку саме він був обраний на роль Олександра Македонського у фільмі Олівера Стоуна «Олександр» (2004), але потім роль перехопив Колін Фаррелл.
- Крім ставлення до кіноіндустрії, також став відомий як «дамський улюбленець» через свої численні романи з актрисами. У 1997 році він зустрічався з колишньою колегою по фільму «Рев», Лізою Зейн (Liza Zane), вже в 2000 році його бачили разом із Хізер Грехем (Heather Graham), яка на 9 років старша за нього. Однак дружба їх тривала менше двох років, потім серце актора належало Наомі Воттс (Naomi Watts) — актрисі, яка знялася у фільмі «21 грам» (21 Grams). З початку 2002 року вони розлучалися і сходилися знову, але до 2004 року все ж таки вирішили розійтися остаточно. Незабаром Гіт розквітнув новим коханням до актриси Мішель Вільямс (Michelle Williams), з якою зустрівся на зйомках фільму «Горбата гора» режисера Енг Лі. 28 жовтня 2005, після заручин, у щасливої пари народилася донька, Матильда Роуз (Rose).
- Гіт і його сестра Кейт були названі на честь головних героїв роману Емілі Бронте «Грозовий перевал».
- У школі найбільше займався спортом і акторською майстерністю. Коли йому довелося вибрати між цими заняттями, він зробив вибір на користь драми.
- Народився в один день з актором Г'юго Вівінг.
- Зустрічався з актрисою Наомі Воттс з серпня 2002 по травень 2004 року.
- Більшу частину його одягу придумав його друг-дизайнер Шерн.
- У нього ірландські та шотландські корені.
- Актор Джейк Джилленгол — хрещений батько його доньки Матільди.
- Відмовився від участі у зйомках фільму «Австралія» (2008), щоб зіграти Джокера у фільмі «Темний Лицар» (2008).
- Гіт — перший актор неамериканського походження, який виконав роль Джокера.
- Хрещена мати його доньки — Бьюзі Філіппс.
- Гіт — один з семи хрещених батьків Деміена, сина Елізабет Герлі.
- У 2007 році потрапив до списку 100 найсексуальніших зірок Кіно з усього світу, журналу «Empire Magazine», під номером # 79.
- Кіноактор помер на початку 2008 року від випадкового передозування прописаних лікарем ліків, у тому числі болезаспокійливих, снодійних та антидепресантів. Такі результати судово-медичної експертизи.
- 9 лютого 2008 року актора кремували в рідному місті Перт на кладовищі Fremantle.
- Його першою роллю була роль Пітера Пена в місцевому театрі, коли йому було 10 років.
- Грав у хокейній збірній в 1990 році, президентом якої був його батько Кім з 1990 по 1992 рік.
- Режисер «Людини-Павука» Сем Реймі особисто наполягав на тому, щоб роль головного персонажа картини зіграв Гіт. Однак австралієць відмовився від такого шансу, мотивувавши свою відмову тим, що «ніколи не фанатів від коміксів».
- Став першим актором, що одержав нагороду Американської кіноакадемії посмертно, з 1976 р., коли її удостоївся також покійний на той час австралієць Пітер Фінч.
- Щоб підготуватися до ролі Джокера у фільмі «Темний лицар» жив цілий місяць один у готелі, розробляючи психологію свого героя, жестикуляцію і голос. Останнє, за його словами, було найважчим. Актор вів щоденник, у якому записував думки і почуття Джокера. Також при підготовці до ролі взяв манери Алекса з «Механічного апельсина» (1971) та Сіда Вішеза з групи «Sex Pistols».
- Обійшов більше 200 претендентів і отримав роль в історичній драмі «Патріот», головну роль у якій виконав його зірковий земляк Мел Гібсон.

## Визнання, нагороди
- 2005 — Премія Австралійського кіноінституту за найкращу чоловічу роль у фільмі «Горбата гора»
- 2005 — Номінація на «Оскар» за найкращу чоловічу роль у фільмі «Горбата гора»
- 2009 — Премія «Золотий глобус» за найкращу роль другого плану в фільмі «Темний Лицар» (посмертно)
- 2009 — Премія «Оскар» за найкращу чоловічу роль другого плану в фільмі «Темний Лицар» (посмертно)

Повний перелік номінацій і нагород дивіться на сайті IMDB [Архівовано 17 квітня 2015 у Wayback Machine.]

## Фільмографія
- 1992 — Клоунада — Clowning Around (епізодична роль)
- 1993 — Корабель до причалу — Ship to Shore (велосипедист)
- 1997 — Рев — Roar (Конор)
- 1997 — Чорна скеля — Blackrock (Тобі Екланд)
- 1997 — Лапи — Paws (Оберон)
- 1997 — Додому й назад — Home and Away (Скотт Ірвін)
- 1999 — 10 речей, які я в тобі ненавиджу — 10 Things I Hate About You (Патрік Верона/Cowman)
- 1999 — Пальці віялом — Two Hands (Джиммі)
- 2000 — Патріот — The Patriot (Габріель Мартін)
- 2001 — Історія лицаря — A Knight's Tale (Вільям)
- 2001 — Бал монстрів — Monster's Ball (Санні Гротовскі)
- 2002 — Чотири пера — The Four Feathers (Гаррі Февершем)
- 2003 — Банда Келлі — Ned Kelly (Нед Келлі)
- 2003 — Пожирач гріхів — The Order (Алекс Берньє)
- 2005 — Королі Догтауна — Lords of Dogtown|Скип
- 2005 — Брати Грімм — The Brothers Grimm (Якоб Грімм)
- 2005 — Горбата гора — Brokeback Mountain (Енніс Дельмар)
- 2005 — Казанова — Casanova (Джакомо Казанова)
- 2006 — Кенді — Candy (Ден)
- 2007 — Мене там немає — (I'm not There) (Боб Ділан)
- 2008 — Темний лицар — The Dark Knight (Джокер)
- 2009 — Імаджинаріум доктора Парнаса — The Imaginarium of Doctor Parnassus (Тоні)